# Pârgărești
Pârgărești is een Roemeense gemeente in het district Bacău.
Pârgărești telt 4889 inwoners.